# Матрица Мобли
Матрица Мобли (англ. Mobley Matrix) — инструмент контроля за движением денежных средств на предприятии, составленный на основе финансовой отчётности; сводный документ, в котором бухгалтерский баланс предприятия увязывается с отчетом о прибылях и убытках и отчётом о движении денежных средств, а в качестве компенсатора выступает регулирующий столбец, причём эти формы отчетности изображаются вертикально. Матрица Мобли впервые представлена в 1957 году американским консультантом Луисом Мобли для объяснения взаимосвязей финансовой отчётности (БДДС, БДР и бюджета баланса) для руководителей предприятий.

## История
В 1957 году американский инженер Луис Мобли в своей работе на посту директора IBM Executive School использовал метод построения магических квадратов как метод упрощения сложности для объяснения взаимосвязей финансовой отчётности (БДДС, БДР и баланса). Мобли предложил способ сделать финансы доступными для неспециалистов в области бухгалтерского учета. Впоследствии данное приложение математического метода руководители IBM стали называть матрицей Мобли.

## Определение
Матрица Мобли — это инструмент контроля за движением денежных средств на предприятии, составленный на основе финансовой отчетности; финансовый анализ с использованием визуальных представлений о взаимодействии между связанными частями бухгалтерских данных; сводный документ, в котором бухгалтерский баланс предприятия увязывается с отчетом о прибылях и убытках и отчетом о движении денежных средств, а в качестве компенсатора выступает регулирующий столбец, причём эти формы отчетности изображаются вертикально; комплексный финансовый бюджет представляет собой совокупность строк и столбцов, в которой числовые данные связаны между собой как по горизонтали, так и по вертикали.

## Расчёт матрицы
Матрица Мобли состоит из таблицы. По вертикали таблицы отображаются 5 столбцов: столбец 1. Бухгалтерский баланс на начало периода; столбец 2. Регулирующий столбец, где показаны операции, которые влияют на изменение балансовых счетов, но при этом не приводят к получению доходов и расходов, не связаны с движением денежных средств; столбец 3. Отчет о прибылях и убытках; столбец 4. Отчет о движении денежных средств; столбец 5. Бухгалтерский баланс на конец периода (итоговый результат от арифметического действия (1 + 2 + 3 - 4 = 5)).
В результате расчёта получается таблица, в котором бухгалтерский баланс увязывается и с отчетом о прибылях и убытках, и с отчетом о движении денежных средств, а в качестве компенсатора выступает регулирующий столбец. Видны общие элементы: статьи разных бюджетов и суммы по данным отчётам.
Итоговые суммы должны сходиться по всем столбцам матрицы. Сумма активов должна быть равна сумме пассивов. 
Таблица 1. Матрица Мобли и формирование сбалансированного бюджета баланса
| Статьи баланса                        | Сумма по балансу на 01.01 | Регулирование абсолютного отклонения по статье баланса | БДР                                | БДДС                                | Сумма по балансу на 31.12 |
| ------------------------------------- | ------------------------- | ------------------------------------------------------ | ---------------------------------- | ----------------------------------- | ------------------------- |
| Денежные средства                     | 100                       |                                                        |                                    | (3280) (Чистый денежный поток)      | 3380                      |
| Дебиторская задолженность покупателей | 1000                      |                                                        | 18370 (Доход от реализации)        | 17780 (Поступления от покупателей ) | 1590                      |
| Прочая дебиторская задолженность      | 170                       |                                                        |                                    |                                     | 170                       |
| Запасы                                | 1610                      | 10 800 (Закупка товаров)                               | (12 360) (Себестоимость продукции) |                                     | 50                        |
| Внеоборотные активы                   | 360                       |                                                        | (50) (Амортизация)                 |                                     | 310                       |
| Всего активы                          | 3240                      | 10 800                                                 | 5 960                              | 14 500                              | 5 500                     |
| Задолженность поставщикам за товары   | 360                       | 10 800 (Закупка товаров )                              |                                    | 10 800 (Закупка товаров )           | 360                       |
| Кредиты банков                        |                           |                                                        |                                    |                                     |                           |
| Прочие текущие обязательства          | 90                        |                                                        | 3680 (Другие расходы)              | 3700 (Прочие затраты )              | 70                        |
| Собственный капитал                   | 2790                      |                                                        | 2280 (Прибыль)                     |                                     | 5070                      |
| Всего пассивы                         | 3240                      | 10800                                                  | 5960                               | 14500                               | 5500                      |

В столбце «Регулирование абсолютного отклонения по статье баланса» необходимо отразить поставку товаров от поставщиков, ибо они не отражаются ни в БДР, ни в БДДС. При планировании делается допущение, что поступления запасов равны оплате за эти запасы (товары закупаются преимущественно по предоплате). Но если существует сезонность продаж, запланирован большой рост продаж либо имеется большая отсрочка платежа, то обязательно нужно планировать поступления запасов более детально.

## Возможности матрицы
По мнению ряда экономистов матрица Мобли позволяет:
- прогнозировать и контролировать финансовый результат;
- соразмерять доходы и расходы, движение денежных потоков по видам деятельности;
- определять необходимость привлечения заемных средств и возможность эффективного использования «свободных денег»;
- анализировать изменение балансовых статей за бюджетный период, а следовательно, оценивать финансовое состояние предприятия;
- сформировать сбалансированный бюджет баланса.

### Бюджет баланса
С помощью матрицы Мобли можно сформировать уже сбалансированный бюджет баланса. Для этого надо иметь: первоначальные остатки по статьям баланса на начало периода, уже сформированный БДР и БДДС за период. Хозяйственные операции, не задевающие деньги или прибыль, которые указываются в столбце «Регулирование абсолютного отклонения по статье баланса» обычно не нуждаются в планировании. Если они существенно влияют на финансовый результат, то их можно учесть непосредственно в данной матрице.
Матрица Мобли позволяет оптимизировать мастер-бюджет (главный бюджет) за счет регулирования статей, в первую очередь, оборотных активов и краткосрочных обязательств предприятия. 
Преимущество матрицы Мобли — это визуальная взаимосвязь между разными бюджетами, где можно увидеть возможные проблемы с запасами, дебиторской и кредиторской задолженностями предприятия; каждая строка по горизонтально прибавляет или вычитает определённую сумму по каждой статье баланса, так что по ней легко можно судить об изменении финансового положения предприятия на протяжении отчетного периода; возможность отслеживать в динамике изменения финансового положения предприятия по горизонтали; позволяет понять смысл осуществляемых хозяйственных операций; возможность предоставить хаотичный процесс потоков финансовой информации структурированным образом.
Представление финансовой отчетности предприятия в матричном виде позволяет помочь предпринимателям, руководителям предприятий и другим пользователям корпоративной отчётности, не имеющим специальной подготовки в области бухгалтерского и управленческого учета, познать механизм движения балансовых счетов и понять роль ликвидности.
Можно выделить пять типовых проблем, связанных с сбалансированностью бюджета баланса:
- запасов не хватает для осуществления продаж;
- рост дебиторской задолженности;
- запасов слишком много, идет затоваривание склада;
- кредиторская задолженность стремительно уменьшается;
- кредиторская задолженность активно растет.

## Балансировка бюджета с помощью матрицы Мобли
Во время формирования бюджета возникает необходимость учесть критерии балансировки бюджета в части выполнения уровня рентабельности активов (ROA), который должен удовлетворить требованиям собственника. Считается, что уровень рентабельность активов по видам деятельности должен превышать ставку процента по кредитам. Кроме того, запланированный уровень рентабельности активов необходимо сравнить с фактическим уровнем за предыдущие годы. Если показатель рентабельности активов равен или выше уровня прошлых лет, а показатели финансовой устойчивости свидетельствуют об укреплении независимости и платежеспособности, то бюджет принимается, иначе необходима корректировка. То есть, необходимо отразить например, сокращение затрат при том же объеме выручки, что обеспечит рост рентабельности активов. 
Использование матрицы Мобли позволяет смоделировать ситуацию, скорректировать данные, содержащиеся в БДР, БДДС и прогнозном балансе; рассчитать бюджетные финансовые коэффициенты для обеспечения платежеспособности, финансовой устойчивости и независимости предприятия в будущем; проанализировать причины трансформации в размещении имущества и отклонение плановых показателей от фактических с целью принятия управленческих решений, направленных на выявление резервов экономического роста.
В рамках балансировки бюджета анализируются условия расчетов с покупателями и поставщиками, что позволяет скорректировать сроки погашения дебиторской и кредиторской задолженности, что повлияет на поступления и выплаты денежных средств в БДДС и соответственно на конечные остатки в балансе по статьям кредиторской и дебиторской задолженности.
В случаях, если будут приняты решения по сокращению запасов, то будут сокращены и суммы к уплате поставщикам, транспортных и складских расходов в БДДС и БДР. В противном случае (при росте запасов, что может быть актуально при получении скидки от их стоимости) необходимо планировать прирост их стоимости в конечных остатках баланса, изменение объемов выплат в БДДС, сумма экономии стоимости запасов в БДР и там же прирост затрат на транспортировку и хранение. 
При балансировки бюджета за счет объёмов краткосрочных финансовых вложений будут происходить изменения как в строках денежные средства и краткосрочные финансовые вложения на конечное сальдо прогнозного баланса, а также в объемах поступлений/ выплат БДДС, и процентов к получению в БДР. 
Ряд экономистов считают, что критериями положительной оценки изменений является рост коэффициента деловой активности, рентабельности оборота, рентабельности активов в разрезе каждого направления бизнеса.